# Бёмер, Карл Эдуард
Карл Эдуард Бёмер (нем. Carl Eduard Böhmer; 1827—1906) — немецкий богослов, лингвист, филолог и педагог; профессор романской филологии.

## Биография
Эдуард Бёмер родился 24 мая 1827 года в городе Штетине. Учился в Берлинском университете и университете Галле.
Окончив обучение, сам читал лекции на богословском, потом на философском факультете в Галле, с 1866 года был в альма-матер профессором романской филологии, а 1872 году Э. Бёмер перешёл преподавать на ту же кафедру в Страсбургский университет. В 1879 он отказался от педагогической деятельности и переехал в Лихтенталь близ Баден-Бадена.
Кроме сочинений, посвященных философии Спинозы, в научных кругах были хорошо известны труды К. Э. Бёмера по романской литературе, именно о «Монархии» Данта, о современной провансальской поэзии, а также множество статей в основанном им «Jahrbuch der deutschen Dante-Gesellschaft». Помимо этого он редактировал журнал «Romanische Studien» (1871—1885).
Среди его богословских трудов были, в частности, изданы: «Ueber die Apokalypse des Johannes» (Галле, 1855); «Das erste Buch der Thore» (1862); «Spanish reformers of two centuries from 1520» (Страсбург, 1874—1883, т. 1—2).
Брёмер собрал значительную коллекцию рэто-романских литературных произведений, которая после его смерти была передана в Берлинскую королевскую библиотеку.
Карл Эдуард Бёмер умер 5 февраля 1906 года в городе Баден-Бадене.